# Lorenza Mazzetti
Lorenza Mazzetti (Roma, 26 luglio 1927 – Roma, 4 gennaio 2020) è stata una regista, pittrice e scrittrice italiana.

## Biografia

### L'infanzia e la gioventù
La madre, Olga Liberati, muore poco dopo aver dato alla luce Lorenza e la gemella Paola. Il padre, Corrado Mazzetti, in un primo tempo affidò le bambine ad una balia nel paesino di Anticoli Corrado, che le custodì fino ai tre anni. Mazzetti si accorse in seguito che, quando era al lavoro, le donne cui affidava le bambine approfittavano della sua assenza e le lasciavano sole. Fu così che Ugo Giannattasio, pittore futurista e suo caro amico, si offrì di prendere nella sua famiglia le due gemelline.
In seguito, la sorella di Corrado, Cesarina Mazzetti (chiamata Nina), convinse il marito Robert Einstein, cugino di Albert Einstein, ad accogliere le gemelle nella loro tenuta di Rignano sull'Arno, dove diventarono parte della famiglia.
Durante la seconda guerra mondiale Lorenza e Paola scamparono alla Strage di Rignano, venendo successivamente affidate a un tutore che si prese cura dei beni lasciati loro dallo zio prima di morire.

### Il trasferimento a Londra
Dopo la maturità classica Lorenza Mazzetti si trasferì a Londra, lavorando come cameriera in un locale di Charing Cross. Riuscì poi a farsi ammettere alla Slade School of Fine Art.
Tra il 1952 e il 1953, rubando alla scuola l'attrezzatura e la pellicola, realizzò clandestinamente il suo primo film K, tratto dalla Metamorfosi di Franz Kafka. Interpretato dal pittore Michael Andrews, il film anticipa il manifesto del futuro Free cinema, poi scritto e firmato nel 1956 da Lindsay Anderson, Tony Richardson, Karel Reisz e dalla stessa Lorenza Mazzetti.
Il film venne proiettato nell'aula magna della Slade School, alla presenza di Denis Forman, direttore del British Film Institute. Alla fine della proiezione Forman propose a Lorenza Mazzetti una collaborazione per la realizzazione di un nuovo film, finanziato dall'Experimental Film Fund. Lorenza Mazzetti ottenne così i fondi per realizzare Together.
Together entrò a far parte del primo ciclo di proiezioni del Free Cinema e vinse la "Mention au film de recherche" al Festival di Cannes del 1956, ex aequo con il film di Brassaï Tant qu'il y aura des bêtes.

### Ritorno in Italia e il successo deIl cielo cade
Lasciata Londra per andare a ritirare il premio a Cannes, Lorenza Mazzetti decide di tornare per un po' in Italia, per far visita alla gemella Paola. Nonostante le intenzioni di tornare all'estero, Lorenza si ferma a vivere in Italia sopraffatta dal tragico ricordo della strage della sua famiglia adottiva e cade in una profonda crisi depressiva. Dopo essersi ripresa grazie ad un lungo periodo di cure, iniziò dunque a scrivere il romanzo autobiografico Il cielo cade.
Il manoscritto venne rifiutato da più editori, fino a trovare l'interessamento di Cesare Zavattini che lo presentò ad Attilio Bertolucci. Il romanzo venne dunque pubblicato dall'editore Garzanti, che lo iscrisse successivamente al Premio Viareggio, vincendo il premio Opera Prima nel 1961.
Temendo che il romanzo potesse offendere la memoria degli Einstein, Lorenza cambiò tutti i nomi dei personaggi. Federico Fellini paragonò il romanzo a Il giornalino di Gian Burrasca, mentre Henri Michaux lo definì: “un petit livre féroce”.
Scaduti i diritti di Garzanti, Il cielo cade venne ripubblicato da Elvira Sellerio. In vista di questa nuova edizione, Lorenza rivelò all'editrice che il libro non era un romanzo ma la sua biografia. Elvira Sellerio chiese a Lorenza di dedicare il libro alla famiglia Einstein e di poter inserire una foto della zia Nina e dello zio Robert. Il romanzo, ancora oggi pubblicato da Sellerio, è diventato un classico della letteratura italiana contemporanea e con lo stesso titolo, Il cielo cade, nel 2000 è stato portato sullo schermo dai fratelli Andrea Frazzi e Antonio Frazzi, sceneggiato da Suso Cecchi D'Amico, interpretato da Isabella Rossellini. Vinse il Giffoni Film Festival di quell'anno come miglior film.
Il romanzo successivo fu Con rabbia, pubblicato nel 1963 da Garzanti; il romanzo viene considerato il séguito ideale de Il cielo cadde.
Negli anni '60 incontrò Bruno Grieco, giornalista e scrittore, figlio di quel Ruggero Grieco che con Bordiga, Gramsci e Terracini, fondò il Partito Comunista Italiano. Grieco era stato mandato da Cesare Zavattini per accompagnare Lorenza alla Mostra Internazionale del cinema libero di Porretta Terme, che insieme a lui, a Giampaolo Testa e Leonida Repaci aveva ideato, per ricevere il premio per il miglior soggetto cinematografico. Tra i due nacque una lunga relazione. La loro casa di via Vittoria a Roma era sempre piena di artisti e intellettuali: oltre ai protagonisti del Free Cinema Lindsay Anderson, Reisz, Richardson, Richard Harris, Tom Courtenay, anche Daisy Lumini, Marguerite Duras, Max Frisch, Malcolm McDowell, Rod Steiger e Claire Bloom, Guillaume Chpaltine, Serge Reggiani, Agnès Varda, Anouk Aimée, Achille Perilli, Piero Dorazio, Renzo Vespignani, Francesco Trombadori, Gian Maria Volonté e Giovanni Berlinguer frequentarono la coppia.
Quando Cesare Zavattini chiese a un gruppo di giovani registi di elaborare il film ad episodi Le italiane e l'amore (1961), affidò a Lorenza Mazzetti la realizzazione di un episodio. Non essendo interessata a quel genere di “cinema verità“, essa smise di occuparsi di cinema.
Grazie ai premi ricevuti e alla notorietà raggiunta da Lorenza Mazzetti, il Partito Comunista la chiamò per una collaborazione con la rivista Vie Nuove, in cui scriveva anche Pier Paolo Pasolini. Lorenza tenne una rubrica settimanale, invitando i lettori e le lettrici a parlare dei propri sogni, che interpretava insieme allo psicanalista junghiano Vincenzo Loriga. È stato scritto che «Per la prima volta veniva introdotto nel mondo operaio il concetto di inconscio»
Gli interventi di Lorenza Mazzetti su Vie Nuove vennero raccolti nel volume Il lato oscuro. L'inconscio degli italiani, pubblicato da Tindalo nel 1969.
Sempre nel 1969 uscì Uccidi il padre e la madre, romanzo esistenzialista che racconta la storia di una ragazzina iper-rivoluzionaria che, entrata in una stazione per partire e lasciare tutto, non riuscirà mai più a uscirne.
In seguito, fondò il Puppet Theatre nei pressi di Campo de' Fiori, un teatro di burattini per bambini e bambine, portando a Roma le maschere Punch e Judy. Nel 1974 incontrò Luigi Galletti, partigiano dei Gruppi di Azione Patriottica di Giovanni Pesce decorato dal Maresciallo Harold Alexander, che poi sposerà.
Nello stesso tempo, Lorenza Mazzetti si dedicò a interpretare i sogni dei bambini nelle scuole. L'esperimento fu finanziato da Franco Enriquez, direttore del Teatro di Roma. I risultati dei laboratori vennero pubblicati da Guaraldi nel volume del 1975 Il teatro dell'io: l'onirodramma. I bambini drammatizzano a scuola i loro sogni.
Successivamente Lorenza Mazzetti iniziò a dedicarsi alla pittura, culminata in due mostre distinte: Album di famiglia, con 80 dipinti che illustrano le vicende de Il cielo cade, e A proposito del Free Cinema, ritratti dei personaggi chiave del cinema inglese degli anni ‘50 e ‘60.
Il film K, custodito dalla stessa Mazzetti, venne restaurato dall'associazione Cinit Cineforum Italiano. Grazie a Marco Duse e Marco Vanelli venne pubblicato su DVD.
In occasione del centenario della morte dello scrittore boemo il film K è inserito nella ricca programmazione riguardante l'impatto di Kafka sui cineasti al Festival di Karlovy Vary in programma dal 28 giugno al 6 luglio 2024. In tale occasione da Cahiers du cinéma si viene a sapere che  il film dell'italiana Lorenza Mazzetti del 1953 girato in Inghilterra viene considerato come il primo adattamento cinematografico da Kafka.
Tutti i libri di Lorenza Mazzetti furono in qualche modo un seguito de Il cielo cade. Lo fu anche Diario londinese, un "prequel" in cui Mazzetti narra com'è nato il movimento del Free Cinema e quello degli Angry Young Men. Il filo conduttore dei suoi scritti resta il tema della rimozione del ricordo. Diario Londinese venne presentato per la prima volta a Roma alla Casa del Cinema di Roma da Irene Bignardi e Antonio Gnoli.
Nel corso degli anni Lorenza portò nelle scuole il film Il cielo cade, per poter parlare con i giovani e mantenere vivo il ricordo della tragedia della strage della famiglia Einstein come esempio dell'Olocausto.
Nel 2015, assieme alla sorella Paola, le è stata conferita la cittadinanza onoraria del Comune di Rignano sull'Arno.
Nel 2016 è uscito il documentario Perché sono un genio!, diretto da Steve Della Casa, con testimonianze della stessa Mazzetti e di personalità del mondo del cinema come Bernardo Bertolucci e Malcolm McDowell . Il documentario è stato presentato quell'anno alla Mostra internazionale d'arte cinematografica di Venezia e il 27 gennaio 2017 è stato trasmesso da Sky Arte in occasione della Giornata della Memoria. 
Il 4 gennaio 2020 è morta a Roma all'età di 92 anni. È stata sepolta nel piccolo cimitero della Badiuzza a Rignano, accanto ai membri della famiglia Einstein.
Il 7 gennaio 2021 è stato pubblicato il libro di Massimiliano Scuriatti Una vita, mille vite. Conversazione con Lorenza Mazzetti, edito da La nave di Teseo.

## Filmografia
- The Country Doctor - cortometraggio (1953)
- K (Metamorphosis) - cortometraggio (1954)
- Together (1956)
- I cattivi vanno in Paradiso (1959)
- Le italiane e l'amore - episodio "I bambini" (1961)
- I misteri di Roma - documentario (1963) (in collaborazione con altri 14 registi)

## Libri
- Il cielo cade, Milano, Garzanti, 1961.
- Con rabbia, Milano, Garzanti, 1963.
- Uccidi il padre e la madre, Milano, Garzanti, 1969.
- Il lato oscuro, a cura di Cosmo Barbato, Roma, Tindalo, 1969, (scritti già editi in Vie nuove e Noi donne).
- Il teatro dell'io. L'onirodramma. I bambini drammatizzano a scuola i loro sogni, Rimini-Firenze, Guaraldi, 1975.
- Album di famiglia. Diario di una bambina sotto il fascismo. La tragedia della famiglia Einstein, Roma, Luca Sossella, 2010. ISBN 978-88-89829-77-6.
- Diario londinese, Palermo, Sellerio, 2014. ISBN 88-389-3145-3.
- Mi può prestare la sua pistola per favore?, Milano, La nave di Teseo, 2016. ISBN 978-88-93441-08-7.
- Una vita, mille vite. Conversazione con Lorenza Mazzetti, a cura di Massimiliano Scuriatti, Milano, La nave di Teseo, 2021. ISBN 978-88-346-0533-2.